# غوة خالصة
غوة خالصة (بالفارسية: گوه خالصه) هي قرية تقع في قسم تشناران الريفي (مقاطعة تشناران) في إيران. يقدر عدد سكانها بـ 505 نسمة بحسب إحصاء 2016.